# Gamma1 Octantis
Gamma1 Octantis (γ1  Octantis, förkortat Gamma1 Oct, γ1  Oct) som är stjärnans Bayerbeteckning, är en ensam stjärna belägen i den yttre delen av stjärnbilden Oktanten. Den har en skenbar magnitud på 5,10 och är svagt synlig för blotta ögat. Baserat på parallaxmätning inom Hipparcosuppdraget på ca 12,3 mas, beräknas den befinna sig på ett avstånd på ca 265 ljusår (ca 81 parsek) från solen. Den rör sig bort från solen med en radiell hastighet på +15,4 km/s.

## Egenskaper
Gamma1 Octantis är en gul till vit jättestjärna av spektralklass G7 III. Den genererar energi genom fusion av helium i sin kärna. Den har en massa som är omkring 80 procent större än solens massa, en radie som är ca 11 gånger större än solens och utsänder från dess fotosfär ca 69 gånger mera energi än solen vid en effektiv temperatur på ca 5 150 K.